# Melville Bugt
Melville Bugt (grønlandsk:Qimusseriarsuaq), er en bugt på nordvestkysten af Grønland. Den åbner i sydvest til Baffinbugten.
75°45′N 61°0′V / 75.750°N 61.000°V